# خس‌نشین نوک‌روشن

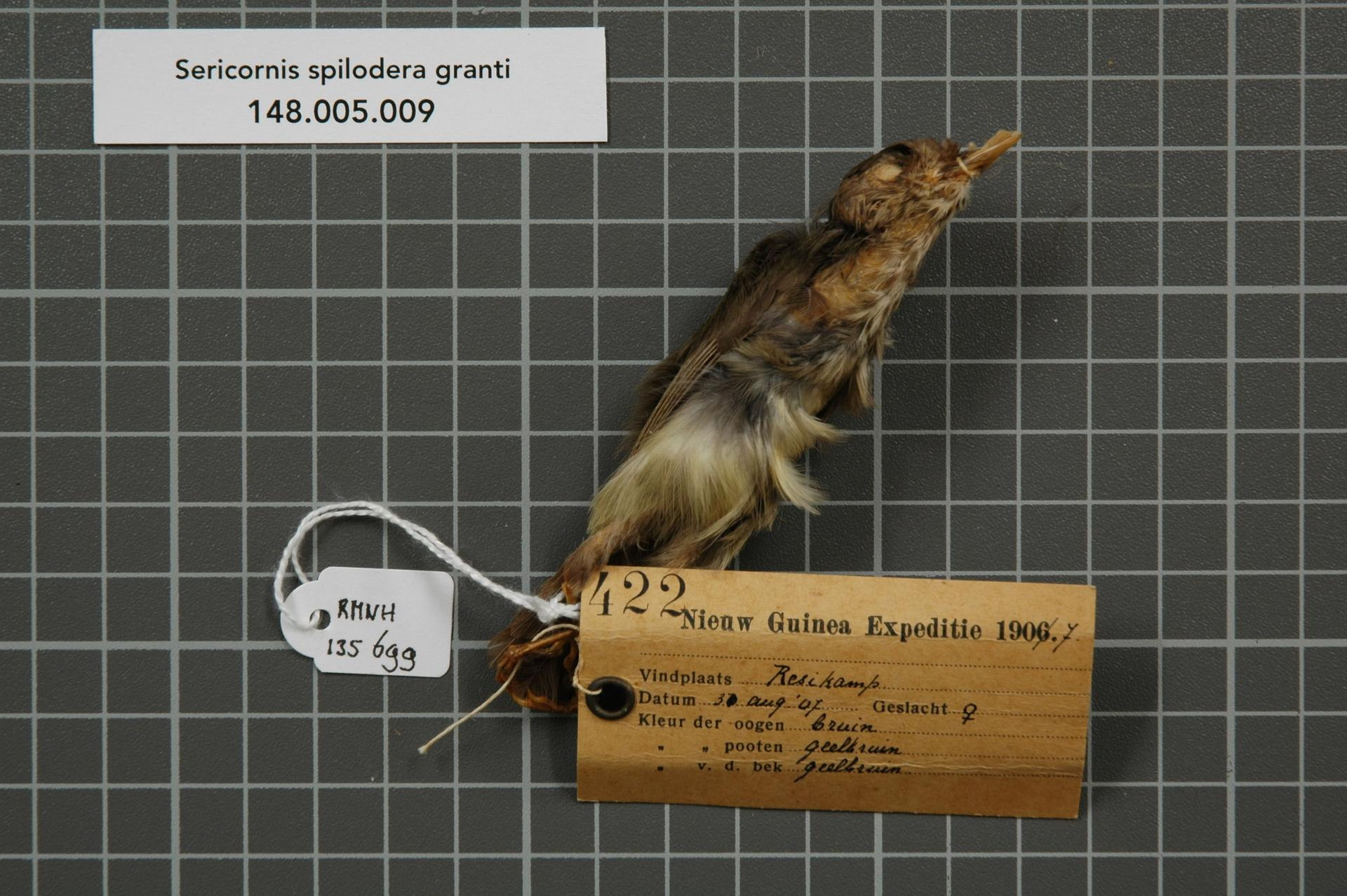
خس‌نشين نوك‌روشن

خس‌نشین نوک‌روشن (نام علمی: Sericornis spilodera) نام یک گونه از سرده خس‌نشین‌ها است.